# Episparis minima
Episparis minima là một loài bướm đêm trong họ Erebidae.